# Турское (деревня)
Турско́е (бел. Турское) — деревня в Столинском районе Брестской области Беларуси. Входит в состав Велемичского сельсовета. Население — 283 человека (2019).

## География
Расположена в 40 км от Столина, в 285 км от Бреста, в 30 км от железнодорожной станции Видибор.

## История
C июля 1941 года по июль 1944 года была оккупирована немецко-фашистскими войсками. После войны в составе колхоза «За Родину».

## Население
Население деревни на 2019 год составляло 283 человека.
| 1999 | 2005  | 2009  | 2019  |
| ---- | ----- | ----- | ----- |
| 446  | ▼ 422 | ▼ 381 | ▼ 283 |

## Инфраструктура
Работали клуб, магазин.

## Достопримечательности
- Обелиск (1975)

## Зарубинецкая культура
В деревне находится могильник-1 («Велемичи») — археологический памятник Зарубинецкой культуры. Могильник-2 расположен возле деревни. Археологические исследования проводили в 1953-57-х годах Кухаренко и в 1964-м году Каспарова, в ходе которых были найдены: глиняная посуда, украшения, железные ножи, точильные бруски. Содержимое раскопок хранится в Историческом музее, в Брестском областном краеведческом музее, в Эрмитаже, в музее Белорусского Полесья.